# 곤장

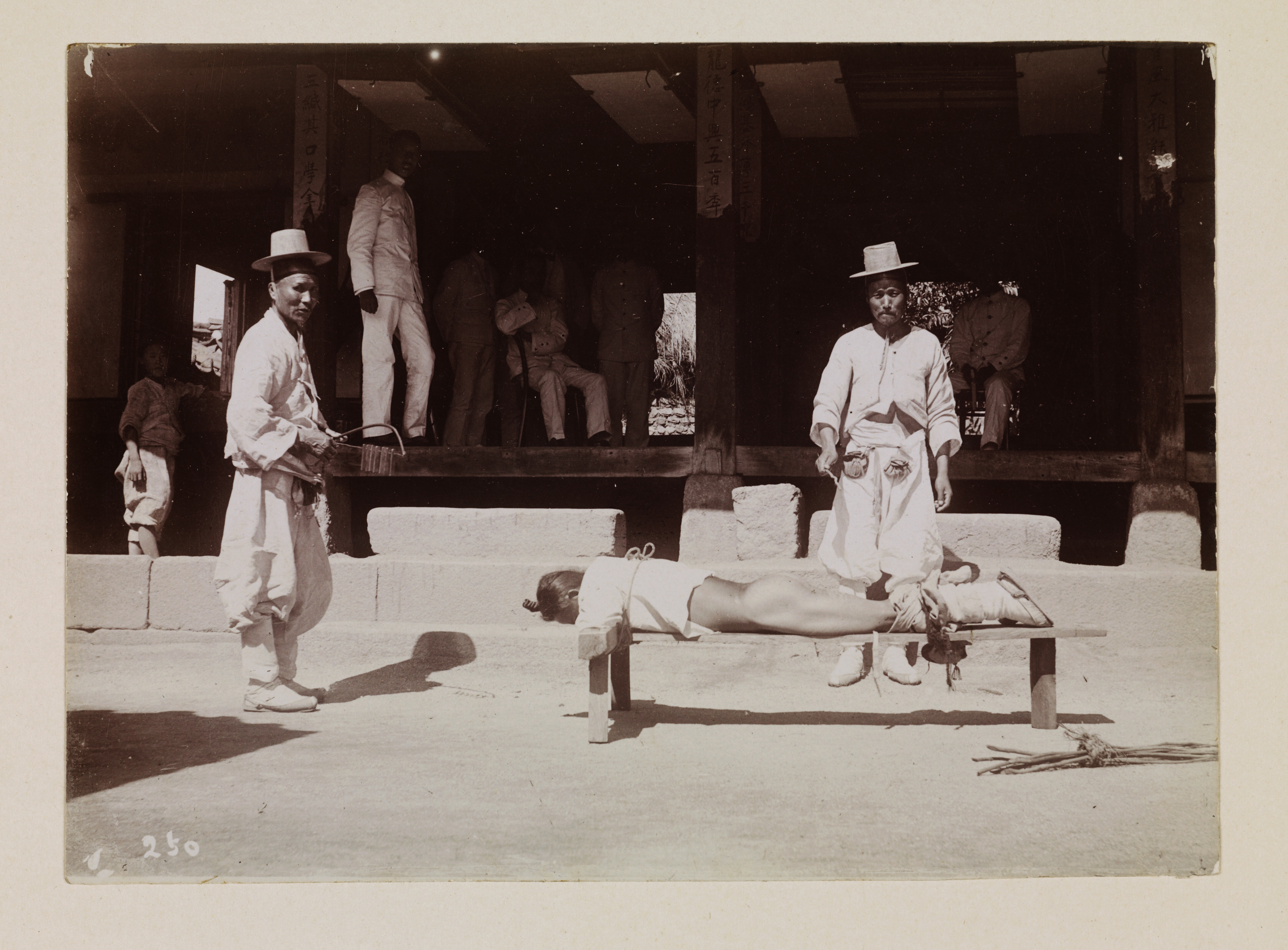
곤장 맞는 모습, 1906년, 국립민속박물관

곤장(棍杖)은 조선시대 때 죄인을 묶어 놓고 집행하던 형벌에 사용된 형구로, 커다란 몽둥이의 일종이다. 나무로 넓적하고 길게 만들어 도둑이나 군율을 어긴 죄인의 볼기를 치는 것으로, 치도곤(治盜棍), 중곤(重棍), 대곤(大棍), 중곤(中棍), 소곤(小棍)의 5가지가 있다. 치도곤은 군대에서나 국경 지역의 변방에서 주로 사용되었으며, 일반 민간인들에게는 원칙적으로 사용이 금지되었다.

## 같이 보기
- 장형
- 태형